# 法国SOLEIL同步辐射加速器

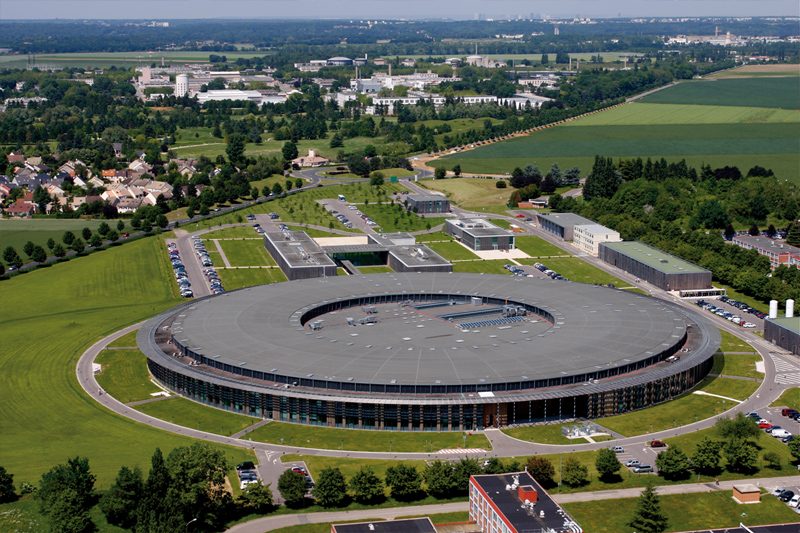
SOLEIL于2009年6月10日

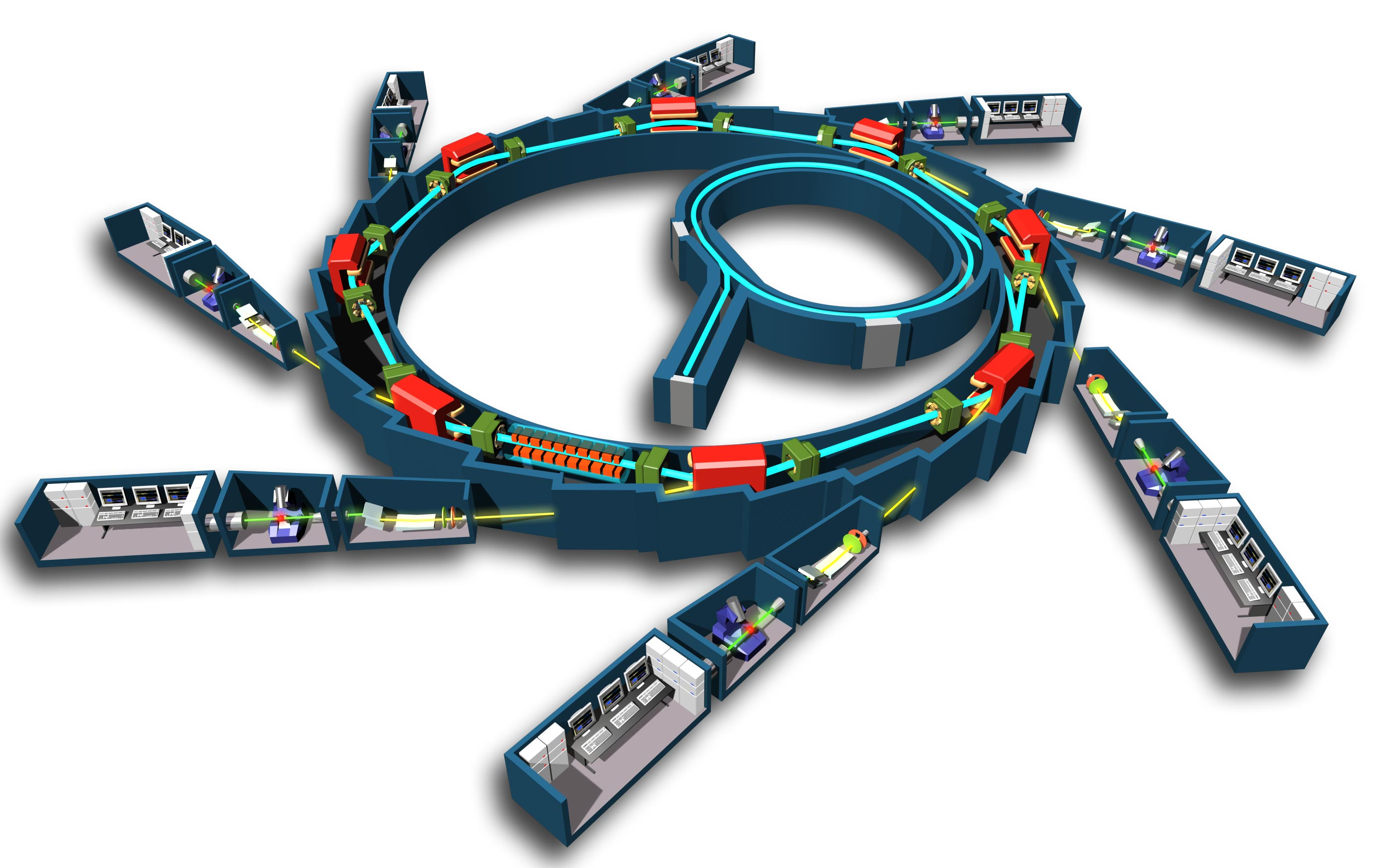
内部的结构图

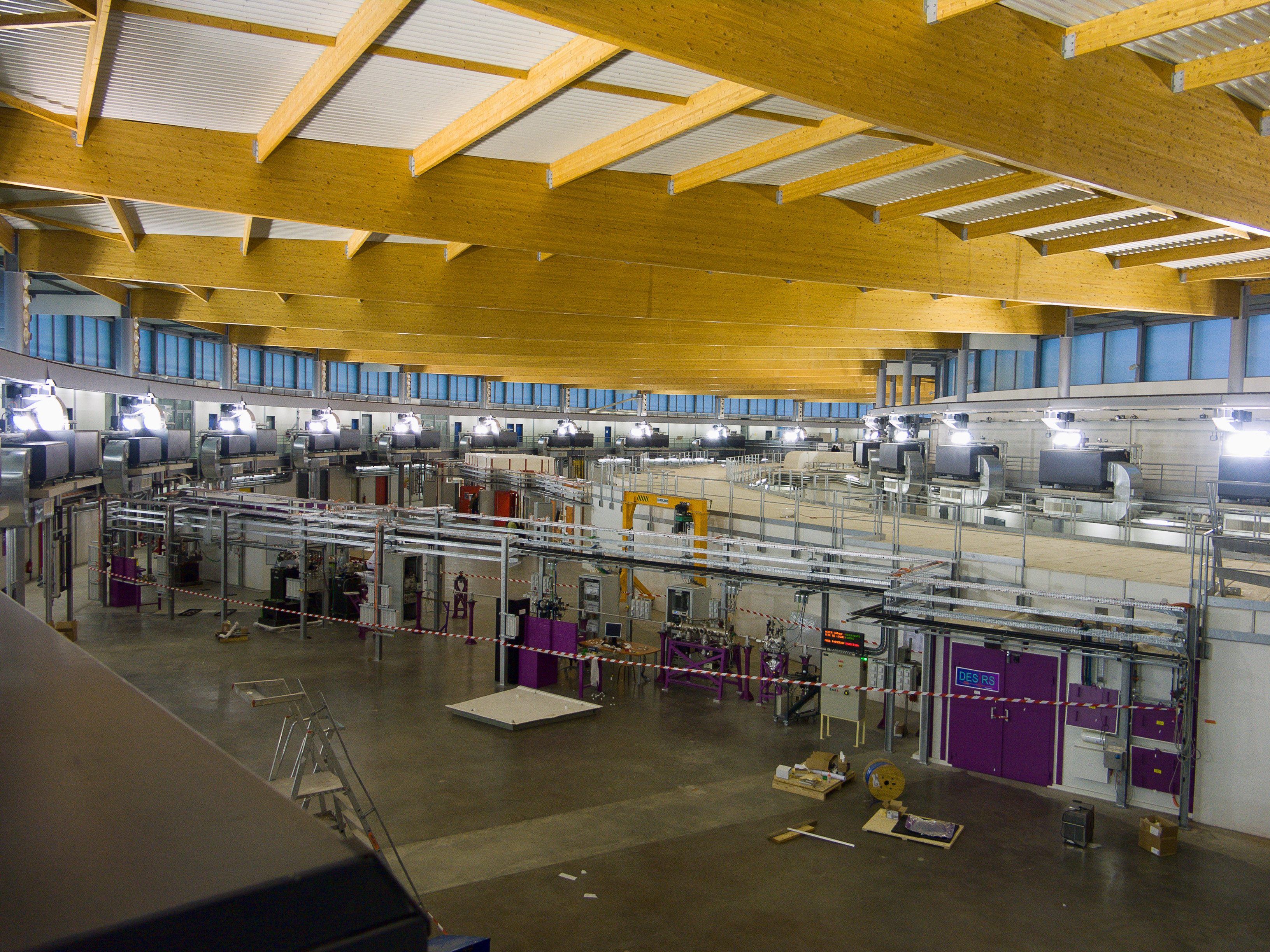
内部设施

SOLEIL （ 法语中的 “太阳”）是法国巴黎附近的同步加速器设施。在2006年5月14日进行第一次电子加速，名称SOLEIL是LURE优化中介能量光源（法语：Source optimisée de lumière d'énergie intermédiaire du LURE ；英语：LURE optimised intermediary energy light source）首字母缩略词，LURE代表电磁辐射应用实验室（Laboratoire pour l'utilisation du rayonnement électromagnétique）。
该设施由法国国家科学研究中心 （CNRS）和法国替代能源和原子能委员会 （CEA）（两个法国国家研究机构）持有的民用公司运营。它位于巴黎西南郊区埃松省的 Saint-Aubin ，靠近Gif-sur-Yvette和Saclay ，拥有其他核物理和粒子物理设施。 
该设施是巴黎 - 萨克莱大学的联盟成员。 
SOLEIL还拥有欧洲古代材料研究平台（考古学，古生物学，古代环境和文化遗产），即IPANEMA （页面存档备份，存于） ，这是一个CNRS /法国文化和传播部联合研究部门。 
SOLEIL涵盖物理学，化学，材料科学，生命科学（特别是生物大分子的晶体学），地球科学和大气科学的基础研究需求。它提供了从红外到X射线的各种光谱方法的使用，以及X射线衍射和散射等结构方法。 

## 主要参数
在SOLEIL内部，电子以2.75 GeV的能量围绕354米周长不断运动。仅需1.2μs的电子即可绕着环运动一周，速度几乎接近光速；每秒可绕环847,000次。